# I Won't Last a Day Without You
〈I Won't Last a Day Without You〉是由保羅·威廉斯填詞跟羅傑·尼可斯作曲的歌。歌曲於1972年9月在英國與Goodbye to Love作為雙A面單曲發行，最高登上當地單曲榜第9位，並於榜上逗留了14週。歌曲其後於1974年於美國發行並成為卡彭特乐队的熱門單曲，最高登上《告示牌》百強單曲榜第11位以及輕音樂單曲榜第1位，成為樂團的第9首輕音樂單曲榜冠軍單曲。

## 製作名單
- 凱倫·卡本特 – 主聲樂、和聲
- 理查·卡本特 – 和聲、鋼琴、華利札電鋼琴（英语：Wurlitzer electric piano）、編排
- 喬·奧斯本（英语：Joe Osborn） – 電貝斯
- 托尼·佩魯索（英语：Tony Peluso） – 電子結他
- 哈爾·布萊恩（英语：Hal Blaine） – 爵士鼓
- 路易斯·謝爾頓（英语：Louie Shelton） – 電子結他
- 厄爾·杜姆勒 – 英國管
- 未署名 – 鈴鼓

## 銷售榜單
| 榜單（1974年）                   | 最高 位置 |
| -------------------------------- | --------- |
| 加拿大（RPM單曲榜）              | 7         |
| 加拿大（RPM當代成人單曲榜）      | 1         |
| 日本（Oricon國際單曲榜）         | 1         |
| 日本（Oricon單曲榜）             | 40        |
| 英國（官方榜单公司單曲榜）       | 32        |
| 美国（《告示牌》百大單曲榜）     | 11        |
| 美國（《告示牌》成人當代單曲榜） | 1         |
| 美國（《Cash Box》百強單曲榜）   | 9         |

| 榜單（1974年）   | 位置 |
| ---------------- | ---- |
| 加拿大           | 104  |
| 美國《Cash Box》 | 99   |

## 資料來源
1. ↑  Whitburn, Joel. . Record Research. 2004: 107.
2. ↑  . bac-lac.gc.ca. 2014-07-22  [2021-08-09]. （原始内容存档于2021-02-27）.
3. ↑  . bac-lac.gc.ca. 2014-07-22  [2021-08-09]. （原始内容存档于2022-05-10）.
4. ↑  "Official Singles Chart Top 100". Official Charts Company.  （英語）.
5. ↑  "Carpenters Chart History (Hot 100)". Billboard.  [June 10, 2018].（英語）.
6. ↑   "Carpenters Chart History (Adult Contemporary)". Billboard.  [June 10, 2018].（英語）.
7. ↑  . bac-lac.gc.ca. 2014-07-22  [2021-08-09]. （原始内容存档于2016-10-09）.
8. ↑  . Cashbox Magazine（英语：Cashbox (magazine)）.   [2015-07-16]. （原始内容存档于2012-09-27）.

## 外部連結
- YouTube上的Carpenters - I Won't Last a Day Without You